# Georg Klute
 (avril 2023).
Le contenu est difficilement compréhensible vu les erreurs de traduction, qui sont peut-être dues à l'utilisation d'un logiciel de traduction automatique.
 (avril 2023).
La mise en forme du texte ne suit pas les recommandations de Wikipédia : il faut le « wikifier ».
Les points d'amélioration suivants sont les cas les plus fréquents. Le détail des points à revoir est peut-être précisé sur la page de discussion.
- Les titres sont pré-formatés par le logiciel. Ils ne sont ni en capitales, ni en gras.
- Le texte ne doit pas être écrit en capitales (les noms de famille non plus), ni en gras, ni en italique, ni en « petit »…
- Le gras n'est utilisé que pour surligner le titre de l'article dans l'introduction, une seule fois.
- L'italique est rarement utilisé : mots en langue étrangère, titres d'œuvres, noms de bateaux, etc.
- Les citations ne sont pas en italique mais en corps de texte normal. Elles sont entourées par des guillemets français : « et ».
- Les listes à puces sont à éviter, des paragraphes rédigés étant largement préférés. Les tableaux sont à réserver à la présentation de données structurées (résultats, etc.).
- Les appels de note de bas de page (petits chiffres en exposant, introduits par l'outil «  Source ») sont à placer entre la fin de phrase et le point final[comme ça].
- Les liens internes (vers d'autres articles de Wikipédia) sont à choisir avec parcimonie. Créez des liens vers des articles approfondissant le sujet. Les termes génériques sans rapport avec le sujet sont à éviter, ainsi que les répétitions de liens vers un même terme.
- Les liens externes sont à placer uniquement dans une section « Liens externes », à la fin de l'article. Ces liens sont à choisir avec parcimonie suivant les règles définies. Si un lien sert de source à l'article, son insertion dans le texte est à faire par les notes de bas de page.
- La présentation des références doit suivre les conventions bibliographiques. Il est recommandé d'utiliser les modèles {{Ouvrage}}, {{Chapitre}}, {{Article}}, {{Lien web}} et/ou {{Bibliographie}}. Le mode d'édition visuel peut mettre en forme automatiquement les références.
- Insérer une infobox (cadre d'informations à droite) n'est pas obligatoire pour parachever la mise en page.

Pour une aide détaillée, merci de consulter Aide:Wikification.
Si vous pensez que ces points ont été résolus, vous pouvez retirer ce bandeau et améliorer la mise en forme d'un autre article.
Georg Franz Klute, né en 1952, est un ethnologue allemand,.

## Biographie
De 1973 à 1975, Georg Klute a été volontaire pour l'aide au développement dans le nord du Niger (NGO EIRENE). De 1975 à 1990, il a étudié à l'Université de Göttingen l'ethnologie, l'arabe et la géographie humaine (Magister Artium 1980, Dr phil. en 1980, et son doctorat en 1990 à l'Université de Bayreuth. Il a reçu son habilitation à diriger des recherches en ethnosociologie et sociologie du développement à l'Université de Siegen  en 2002. De 1985 à 1987, il a été chercheur associé dans le projet de la DFG "Crises de qualification dans les carrières universitaires" au Séminaire pédagogique de Göttingen. De 1987 à 1993, il a été chercheur associé dans le projet de recherche "Travail chez les nomades" et "Travail pré-industriel" à l'Université de Fribourg et au SFB 214 "Identité en Afrique" à Bayreuth. De 1993 à 1994, il a été conseiller scientifique et directeur de production pour le long métrage "Middle of the Moment", Film 'CineNomad'. De 1995 à 1998, il a été chercheur associé dans un projet DFG à la chaire de sociologie de Siegen (de:Trutz von Trotha). Il a enquêté sur les questions d'ethnicité, d'État et de violence en Afrique. De 1998 à 2000, il a été assistant universitaire à la chaire de sociologie de l'Université de Siegen (Trutz von Trotha). De 2000 à 2002, Klute a travaillé comme consultant indépendant à la Fondation allemande pour le développement international. En 2002, il a été chercheur associé au en:Leibniz-Zentrum Moderner Orient. De 2002 à 2003, il a enseigné en tant que professeur invité à l'Institut d'ethnologie de la FU Berlin. 
Depuis 2003, Georg Klute est professeur titulaire d'ethnologie africaine à l'Université de Bayreuth. En 2005, il travaille comme tuteur dans le programme de master à l'École nationale d'administration (ENA). Depuis 2012, il est professeur invité à l'Université d'Addis-Abeba.
Depuis 2004, Klute est membre fondateur et président du conseil d'administration de TAMAT e.V., qui vise à promouvoir la culture et l'éducation, la coopération au développement et la compréhension internationale au Sahel. Klute est internationalement reconnu comme l'un des meilleurs experts de la culture touareg. Enfin et surtout, il parle aussi une de leurs langues, à savoir le Tamasheq.
Avec le soutien de la Volkswagen SA, Klute a pu mettre en place des parrainages scolaires à long terme qui garantissent un système scolaire fonctionnel dans les zones habitées par les Touaregs. D'autres projets ont favorisé l'approvisionnement en eau potable et la sécurité alimentaire. En investissant dans la formation d'infirmiers, d'artisans et d'enseignants, TAMAT contribue à assurer à la jeune génération du nord-ouest de l'Afrique des perspectives professionnelles durables pour l'avenir.
En 2007, Klute a co-fonde le réseau afro-européen ABORNE (African Borderlands Network). À partir de 2012, il devient co-rédacteur en chef du magazine 'Modern Africa'. De 2012 à 2014, il a été président du  VAD e.V. (Association des études africaines en Allemagne). En 2015, il a été nommé pour 'University Teacher of the Year' (40 nommés parmi environ 40 000 professeurs d'université).

## Axe de recherche
Klute s'est concentré sur le sud et le centre du Sahara en Afrique de l'Ouest Sahel ; Algérie, Mali et Niger ainsi que sur la Guinée-Bissau et l'Éthiopie. Thématiquement, Klute s'est concentré sur la construction et la fonction de l'État en Afrique, les formes non étatiques d'organisation politique, les relations entre nomades et l'État, l'islam en Afrique, le travail dans les sociétés préindustrielles, l'anthropologie de la violence, la guerre et la paix, les nouvelles formes du pouvoir politique (para-souveraineté, hétérarchie), ainsi que sur l'anthropologie et la sociologie du développement et la recherche anthropologique de la monétarisation.

## Distinctions
Le 9 avril 2018, Georg Klute reçoit la Croix du mérite, première classe, de l'Ordre du mérite de la République fédérale d'Allemagne à Munich,.  Par cette croix le président fédéral honore des personnalités qui s'engagent de façon exceptionnelle dans la communauté. Georg Klute a reçu le prix pour son engagement bénévole en tant qu'agent de développement et médiateur entre groupes ethniques opposés.

## Publications (sélection)
Monographies (sélection)
- Die schwerste Arbeit der Welt. Alltag von Tuareg-Nomaden. München 1992,  (ISBN 3-923804-67-9).
- Vom administrativen Häuptlingtum zur regionalen Parasouveränität. Berlin 1998,  (ISBN 3-86093-173-3)
- with Thomas Hüsken: Emerging forms of power in contemporary Africa. A theoretical and empirical research outline. Berlin 2008,  (ISBN 978-3-87997-650-8)
- Tuareg-Aufstand in der Wüste. Ein Beitrag zur Anthropologie der Gewalt und des Krieges. Cologne 2013,  (ISBN 978-3-89645-732-5).

Rédaction / Édition (Sélection)
- avec Hauhs, Michael (eds.) 2018, Human-Environmental Relations and African Natures, special issue of Modern Africa. Politics, History and Society
- avec Zeleke, Meron (eds.) 2017, Religion, Peace and Conflict in Contemporary Africa, (special issue of the Journal for the Study of the Religions of Africa and its Diaspora), Issue 3.1 (October 2017). Online publication: https://issuu.com/aasr-e-journal/docs/issue_3.1__october_2017
- avec Embaló, Birgit / Borszik, Anne-Kristin / Embaló, A. Idrissa (eds.) 2008, Experiências Locais de Gestão de Conflitos – Local Experiences of Conflict Management, Bissau: INEP.
- avec Embaló, Birgit (eds.) 2011, The Problem of Violence. Local Conflict Settlement in Contemporary Africa, Cologne: Koeppe
- avec Hahn, Hans Peter (eds.) 2007, Cultures of Migration. African Perspectives, Münster – Hamburg – Berlin – Wien – London: Lit Verlag
- avec Bellagamba, Alice (eds.) 2008, Beside the State. Emergent Powers in Contemporary Africa, Cologne: Köppe

Articles (sélection)
- avec Ag Sidiyene, Ehya 1989, „La chronologie des années 1913/14 à 1987/88 chez les Touaregs Kal-Adagh du Mali“, Journal des Africanistes, 59 (1-2): 203-227
- avec Badi, Dida 2022, „Jihadi Governance in Northern Mali: Socio-Political Orders in Contest”, Neubert, Dieter et al. (eds.), Contributions to Political Science: Local Self-Governance and Varieties of Statehood, Springer (in print)
- avec Beck, Kurt 1991, „Hirtenarbeit in der Ethnologie“, Zeitschrift für Ethnologie 116, pp. 91-124
- avec Bellagamba, Alice 2008, “Tracing Emergent powers in Contemporary Africa - Introduction”, Bellagamba, Alice / Georg Klute (eds.), Beside the State. Emergent Powers in Contemporary Africa, Cologne: Köppe: 7-21
- avec Boesen, Elisabeth 2004, „Direkt von der Wüste in die Stadt. Moderne Migration von Nomaden aus dem Sahara-Sahelraum, Das Parlament, Beilage „Aus Politik und Zeitgeschichte“, Nr. 10 / 01.03.2004
- avec Hauhs, Michael 2018, “Human-environmental relations and African natures: Editorial“, Klute, Georg / Hauhs, Michael (eds.), Human-Environmental Relations and African Natures, (special issue of Modern Africa. Politics, History and Society: 27-34
- avec Hauhs, Michael / Trancón y Widemann, Baltasar 2018, “Bridging Disciplinary Gaps in Studies of Human-Environment Relations: a Modelling Framework”, Klute, Georg / Hauhs, Michael (eds.), Human-Environmental Relations and African Natures, (special issue of Modern Africa. Politics, History and Society: 35-76
- avec Hüsken Thomas 2015, "Political Orders in the Making: Emerging Forms of Political Organization from Libya to Northern Mali", African Security, 8:4: 320-337.
- avec Solyga, Alexander 2006, “Borut Brumen 1963-2005“, Zeitschrift für Ethnologie 131 (2006): 163-165
- avec Trotha, Trutz v. 2000, „Wege zum Frieden. Vom Kleinkrieg zum parastaatlichen Frieden im Norden von Mali“, Sociologus, 50. Jg. H. 1. Berlin: 1-36
- 1992, « Le travail chez les Kal-Adagh », Journal des Africanistes, tome 62, Paris: 200-205.
- 1995, „Hostilités et alliances. Archéologie de la dissidence dans le mouvement rebelle des Touareg au Mali“, Cahiers d'Études africaines: "La démocratie déclinée", 137, XXXV-1: 55-71
- 2003, „Läßt sich Geld zähmen? Ethnologische Perspektiven auf die Monetarisierung“, Zeitschrift für Ethnologie 128 (2003): 99-117.
- 2013, “Post-Gaddafi Repercussions in Northern Mali”, Strategic Review for Southern Africa, Vol. 35, No 2: 53-67

## Littérature
- Thomas Hüsken & Alexander Solyga & Dida Badi (eds.): The multiplicity of orders and practices. A tribute to Georg Klute. Cologne, 2019,  (ISBN 3-89645-850-7)